# Radini Nayau
Radini Nayau naslov je koji bi imala glavna ili jedina supruga Tuija Nayaua, poglavice otoka Nayaua. Dok je poligamija bila norma na Fidžiju, glavna je supruga bila Radini Nayau. Žena bi dobila naslov kada i muž.
Prva Radini Nayau vjerojatno je bila Laufitu, žena poglavice Rasola.